# Montpinier
Montpinier ist eine französische Gemeinde mit 186 Einwohnern (Stand: 1. Januar 2022) im Département Tarn in der Region Okzitanien. Sie gehört zum Kanton Plaine de l’Agoût und zum Arrondissement Castres. 
Sie grenzt im Nordwesten an Lautrec, im Norden an Peyregoux, im Nordosten an Montfa, im Osten an Saint-Germier, im Süden an Laboulbène, im Südwesten an Castres und im Westen an Jonquières.

## Bevölkerungsentwicklung
| Jahr      | 1962 | 1968 | 1975 | 1982 | 1990 | 1999 | 2008 | 2015 |
| --------- | ---- | ---- | ---- | ---- | ---- | ---- | ---- | ---- |
| Einwohner | 143  | 127  | 111  | 140  | 155  | 168  | 166  | 191  |